# Godefridus Snieders
Godefridus Snieders (Dommelen, 2 mei 1739 - onbekend, na 1806) is een voormalig burgemeester van de Nederlandse stad Eindhoven. Snieders werd geboren als zoon van burgemeester van Dommelen Jan Snieders en Maria Adriaens Verbeeck. Jan Snieders was tevens de eigenaar van de bekende Dommelsch bierbrouwerij.
Godefridus zelf was ook bierbrouwer en, na vestiging te Eindhoven in 1772, burgemeester van Eindhoven in 1777 en 1778. Van 1787 tot 1891 was hij tevens schepen van Eindhoven. Hij stond aan de orangistische kant.
Hij trouwde op 8 maart 1772 in Bergeijk met Theresia Bogaers, dochter van Theodorus Bogaers en van Aldegonda Smits, gedoopt te Riethoven op 21 februari 1749, overleden te Eindhoven op 8 oktober 1806. Zijn vrouw liet op 19 juli 1806 voogden aanstellen over hun onmondige kinderen Johannes en Maria Josepha. Godefridus was namelijk krankzinnig geworden en bevond zich uit dien hoofden op autorisatie en decreet van den gerechte alhier in verzekering. Twee maanden tevoren was toestemming verleend om Godefridus ergens in de Republiek op te sluiten in een klooster of dolhuis. Zonder toestemming van de magistraat van Eindhoven mochten zijn bezittingen niet worden vervreemd.